# Dehumanization
Dehumanization è il secondo album del gruppo musicale hardcore punk/anarcho punk dei Crucifix.

## Tracce
1. Annihilation
2. How When Where
3. Skinned Alive
4. Prejudice
5. No Limbs
6. Another Mouth to Feed
7. Search for the Sun
8. Indo China
9. Three Miles to Oblivion
10. See Through Their Lies
11. Death Toll
12. Blind Destruction
13. Rise and Fall
14. Stop Torture

## Formazione
- Sothira Pheng - voce
- Jake Smith - chitarra
- Matt Borruso - basso
- Chris Douglas - batteria